# بروس غيليسبي
بروس غيليسبي (بالإنجليزية: Bruce Gillespie)‏ هو ناقد أدبي أسترالي، ولد في 17 فبراير 1947 في ملبورن في أستراليا.